# Svjetlosna godina
Svjetlosna godina je jedinica za mjerenje duljine, a upotrebljava se prije svega u astronomiji. Jedna svjetlosna godina jednaka je udaljenosti koju foton proputuje u jednoj julijanskoj godini u praznom prostoru, bez prisutnosti snažnih magnetskih ili gravitacijskih polja. Uz činjenicu da je brzina svjetlosti jednaka 299.792.458 m/s, a jedna julijanska godina dugačka 365,25 dana, svjetlosna godina je jednaka 9.460.730.472.580.800 m odnosno približno 9,461 × 1015 metara. 

## Vanjske poveznice
- Konverter mjernih jedinica  Arhivirana inačica izvorne stranice od 21. lipnja 2021. (Wayback Machine) konverter-jedinica.com